# Ленґово (Великопольське воєводство)
Ленґово (пол. Łęgowo, нім. Lengowo) — село в Польщі, у гміні Вонґровець Вонґровецького повіту Великопольського воєводства.
Населення — 317 осіб (2011).
У 1975-1998 роках село належало до Пільського воєводства.

## Демографія
Демографічна структура станом на 31 березня 2011 року:
|          | Загалом | Допрацездатний вік | Працездатний вік | Постпрацездатний вік |
| -------- | ------- | ------------------ | ---------------- | -------------------- |
| Чоловіки | 163     | 47                 | 102              | 14                   |
| Жінки    | 154     | 34                 | 90               | 30                   |
| Разом    | 317     | 81                 | 192              | 44                   |